# 大贝尔特海峡

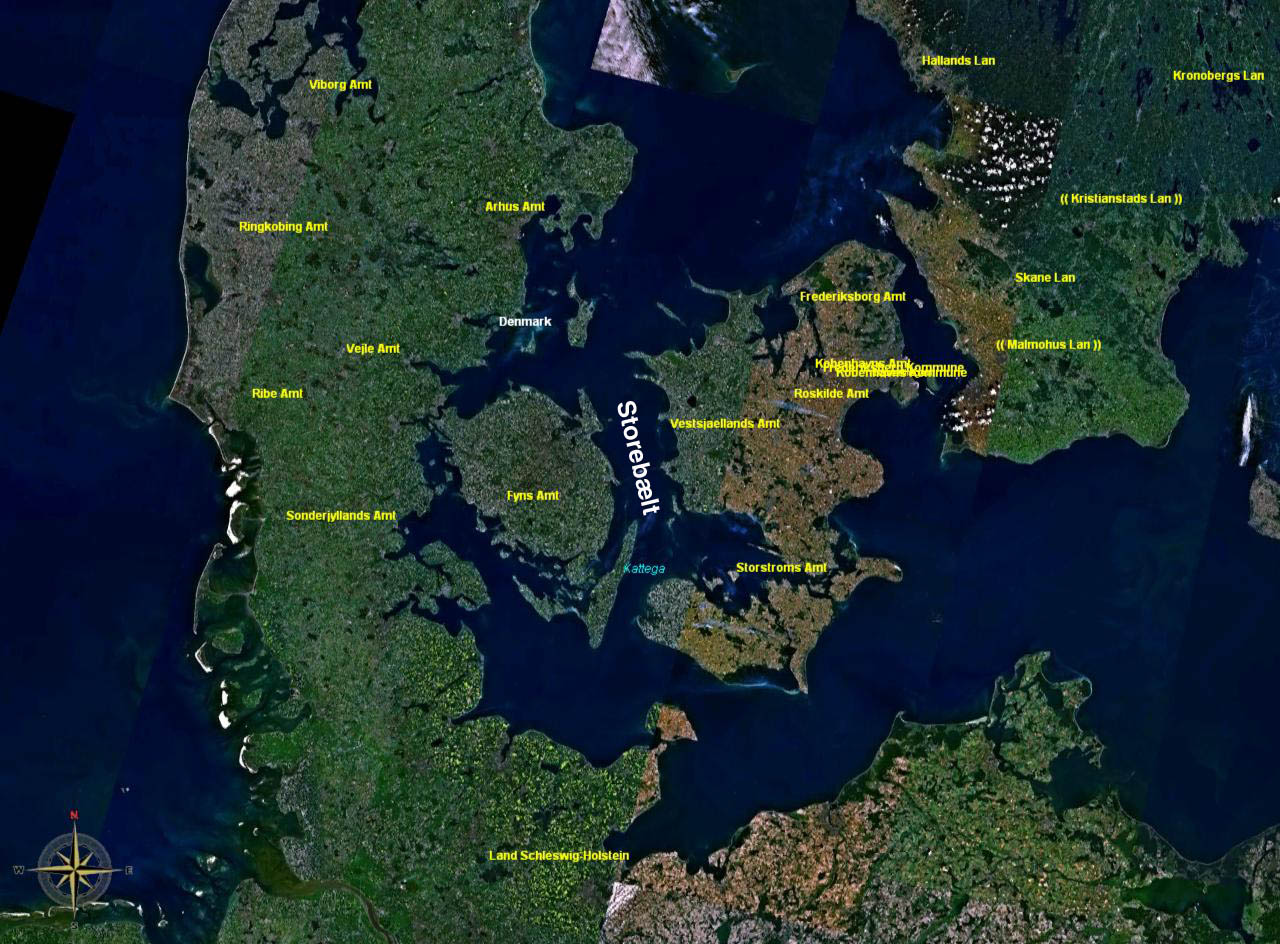
衛星照片

大贝尔特海峡（丹麥語：Storebælt），意译为大带海峡者，是丹麦西兰岛和菲英岛之间的一道海峡，北连卡特加特海峡，南接波罗的海基尔湾。该海峡全长60公里，最窄处约16公里，大贝尔特桥横跨于该海峡上。

## 地理
大贝尔特海峡是丹麦最重要和最大的三个海峡之一，连接了卡特加特海峡和波罗的海。其他两个海峡分别为小贝尔特海峡和厄勒海峡
大贝尔特海峡为60公里长，16-32 公里宽， 他主要环流两个的岛屿：北边的Samsø岛和在南边的Langeland。